# Xanthorhoe amblychroa
Xanthorhoe amblychroa är en fjärilsart som beskrevs av Turner 1926. Xanthorhoe amblychroa ingår i släktet Xanthorhoe och familjen mätare. Inga underarter finns listade i Catalogue of Life.